# Coll del Sabater
El Coll del Sabater és un coll dels contraforts nord-orientals del Massís del Canigó, a 1.059,6 metres d'altitud, en el terme comunal de Nyer, a la comarca del Conflent, de la Catalunya del Nord.
És a la Vall, en un lloc molt emboscat, a llevant dels Banys de Toès i al sud dels Banys de Canavelles, a prop, muntanya amunt, del lloc on hi hagué el monestir de Sant Andreu d'Eixalada, a la carena que separa el Còrrec de Cortines, a ponent, del Còrrec dels Morts.